# Mama June: La transformación
Mama June: La transformación (titulado en su idioma original From Not to Hot) es un programa de televisión estadounidense que se transmite por We TV desde el 24 de febrero de 2017. Es un derivado de la serie de TLC Here Comes Honey Boo Boo. El programa documenta la transformación de la pérdida de peso de June Shannon.
El 13 de marzo de 2019, Shannon y su novio en ese momento, Eugene Doak, fueron arrestados y acusados de posesión de drogas y parafernalia de drogas en una gasolinera en Alabama, además Eugene enfrenta un cargo adicional de violencia doméstica. Después de esto, la cuarta temporada se estrenó el 27 de marzo de 2020 y la serie fue renombrada como Mama June: From Not To Hot - Family Crisis. La quinta temporada se estrenó el 19 de marzo de 2021 y se renombró como Mama June: Road to Redemption con el subtítulo "From Not To Hot" eliminado por completo. La última temporada salió al aire el 5 de mayo de 2023, titulándose Mama June: Family Crisis.

## Elenco
| Reparto                        | Temporadas | Temporadas | Temporadas | Temporadas | Temporadas | Temporadas | Temporadas | Temporadas | Temporadas |
| Reparto                        | 1          | 2          | 3          | 4          | 5A         | 5B         | 6A         | 6B         | 6C         |
| ------------------------------ | ---------- | ---------- | ---------- | ---------- | ---------- | ---------- | ---------- | ---------- | ---------- |
| Mama June Shannon              |            |            |            |            |            |            |            |            |            |
| Alana "Honey Boo Boo" Thompson |            |            |            |            |            |            |            |            |            |
| Lauryn "Pumpkin" Efird         |            |            |            |            |            |            |            |            |            |
| Joshua "Josh" Efird            |            |            |            |            |            |            |            |            |            |
| Mike "Sugar Bear" Thompson     |            |            |            |            |            |            |            |            |            |
| Jennifer Lamb                  |            |            |            |            |            |            |            |            |            |
| Gina Rodriguez                 |            |            |            |            |            |            |            |            |            |
| Eugene "Geno" Doak             |            |            |            |            |            |            |            |            |            |
| Jo 'Doe Doe' Shannon           |            |            |            |            |            |            |            |            |            |
| Jessica Shannon                |            |            |            |            |            |            |            |            |            |
| Justin Stroud                  |            |            |            |            |            |            |            |            |            |
| Dralin Carswell                |            |            |            |            |            |            |            |            |            |
| Reparto recurrente             |            |            |            |            |            |            |            |            |            |
| Amber Busby                    |            |            |            |            |            |            |            |            |            |
| Mike 'Big Mike' Mclarty        |            |            |            |            |            |            |            |            |            |
| Natasha Fett                   |            |            |            |            |            |            |            |            |            |
| Janice Shannon                 |            |            |            |            |            |            |            |            |            |
| Deborah Tyra                   |            |            |            |            |            |            |            |            |            |
| Hannah Stark                   |            |            |            |            |            |            |            |            |            |
| Sandra Shannon                 |            |            |            |            |            |            |            |            |            |
| Shyann McCant                  |            |            |            |            |            |            |            |            |            |
| Anna 'Chickadee' Cardwell      |            |            |            |            |            |            |            |            |            |

     = Miembro del reparto es principal en esta temporada.
     = Miembro del reparto es recurrente en esta temporada.
     = Miembro del reparto es invitado en esta temporada.
     = Miembro del reparto no aparece en esta temporada.

## Episodios
| Temporada | Temporada | Título                              | Episodios | Episodios | Estreno en Estados Unidos | Estreno en Estados Unidos | Índice de audiencia (en millones) |
| Temporada | Temporada | Título                              | Episodios | Episodios | Inicio                    | Final                     | Índice de audiencia (en millones) |
| --------- | --------- | ----------------------------------- | --------- | --------- | ------------------------- | ------------------------- | --------------------------------- |
|           | 1         | La transformación                   | 7         | 7         | 24 de febrero de 2017     | 7 de abril de 2017        | 1.31                              |
|           | 2         | La transformación                   | 19        | 19        | 12 de enero de 2018       | 24 de agosto de 2018      | 0.77                              |
|           | 3         | La transformación                   | 11        | 11        | 15 de marzo de 2019       | 31 de mayo de 2019        | 0.77                              |
|           | 4         | La transformación - Crisis familiar | 12        | 12        | 27 de marzo de 2020       | 26 de junio de 2020       | 0.89                              |
|           | 5         | Camino a la redención               | 22        | 12        | 19 de marzo de 2021       | 11 de junio de 2021       | –                                 |
|           | 5         | Camino a la redención               | 22        | 10        | 13 de mayo de 2022        | 22 de julio de 2022       | –                                 |
|           | 6         | Crisis familiar                     | 20        | 10        | 5 de mayo de 2023         | 14 de julio de 2023       | –                                 |
|           | 6         | Crisis familiar                     | 20        | 10        | 9 de febrero de 2024      | 12 de abril de 2024       | –                                 |
|           | 6         | Crisis familiar                     | 20        | 6         | 14 de junio de 2024       | 19 de julio de 2024       | –                                 |